# Monasterio Benedictino de la Santísima Trinidad de Las Condes
El monasterio Benedictino también conocido como el Monasterio de los Benedictinos y cuyo nombre completo es Monasterio Benedictino de la Santísima Trinidad de Las Condes, se ubica en calle Montecasino 960, en el cerro San Benito de los Piques, en la comuna de Las Condes en la Región Metropolitana, Chile. Diseñado por los arquitectos Martín Correa Prieto y Gabriel Guarda, fue construido entre 1962 y 1964. Posee un cementerio al interior de sus dependencias, donde descansan los restos de Pedro Subercaseaux, entre otros religiosos.
Fue declarado Monumento Nacional de Chile, en la categoría de Monumento Histórico, mediante el Decreto Supremo N.º 1661 del 9 de abril de 1981.